# Villarejo (Segovia)
Villarejo es una localidad perteneciente al municipio de Santo Tomé del Puerto, en la provincia de Segovia, comunidad autónoma de Castilla y León, España. Tiene una población de 125 habitantes (INE 2024).
Es el principal barrio del municipio para el que funciona de capital, con el mayor tamaño en comparación con las demás localidades con las que conforma Santo Tomé del Puerto, que son La Rades, Siguero, Sigueruelo y Rosuero, situadas todos en la segoviana Comunidad de Villa y Tierra de Sepúlveda.

## Historia
El territorio es repoblado durante la Reconquista por la Comunidad de Villa y Tierra de Sepúlveda, quedando encuadrado dentro del Ochavo de la Sierra y Castillejo.
Sería una de las aldeas pertenecientes a la abadía de Santo Tomás, fundada en el siglo XII durante el reinado de Alfonso VIII El Noble. Era la población más cercana a la abadía, de la que solo la separaba el Camino de Francia, el cual también tuvo y sigue teniendo gran influencia en la economía local.
La localidad está también profundamente ligada a la ganadería trashumante, dado que la proximidad del cruce de la Cañada de la Vera de la Sierra con la Cañada Real Segoviana. La decadencia de esta actividad traería consigo la del pueblo, que perdería población y oficios, más tarde, a esta se la sumaría el éxodo rural del siglo XX.
Hasta el siglo XVII, el pueblo sería conocido bajo la denominación de Villarejo de la Sierra.
Antes municipio independiente, según el Diccionario geográfico-estadístico-histórico de España y sus posesiones de Ultramar en 1850 ya formaba municipio con La Rades y Rosuero, quedando la capital de este nuevo municipio en Villarejo, ubicada a medio camino entre las otras dos. Los tres barrios sumaban 159 casas y una población de 509 personas, había tres molinos harineros además de la reconocida Venta Juanilla. En 1952 contaba con 200 viviendas y 643 habitantes que producían vino y criaban ganado vacuno y lanar.
Actualmente está integrado con la sede del ayuntamiento en el municipio de Santo Tomé del Puerto, junto a La Rades del Puerto, Siguero, Sigueruelo y Rosuero.

## Geografía

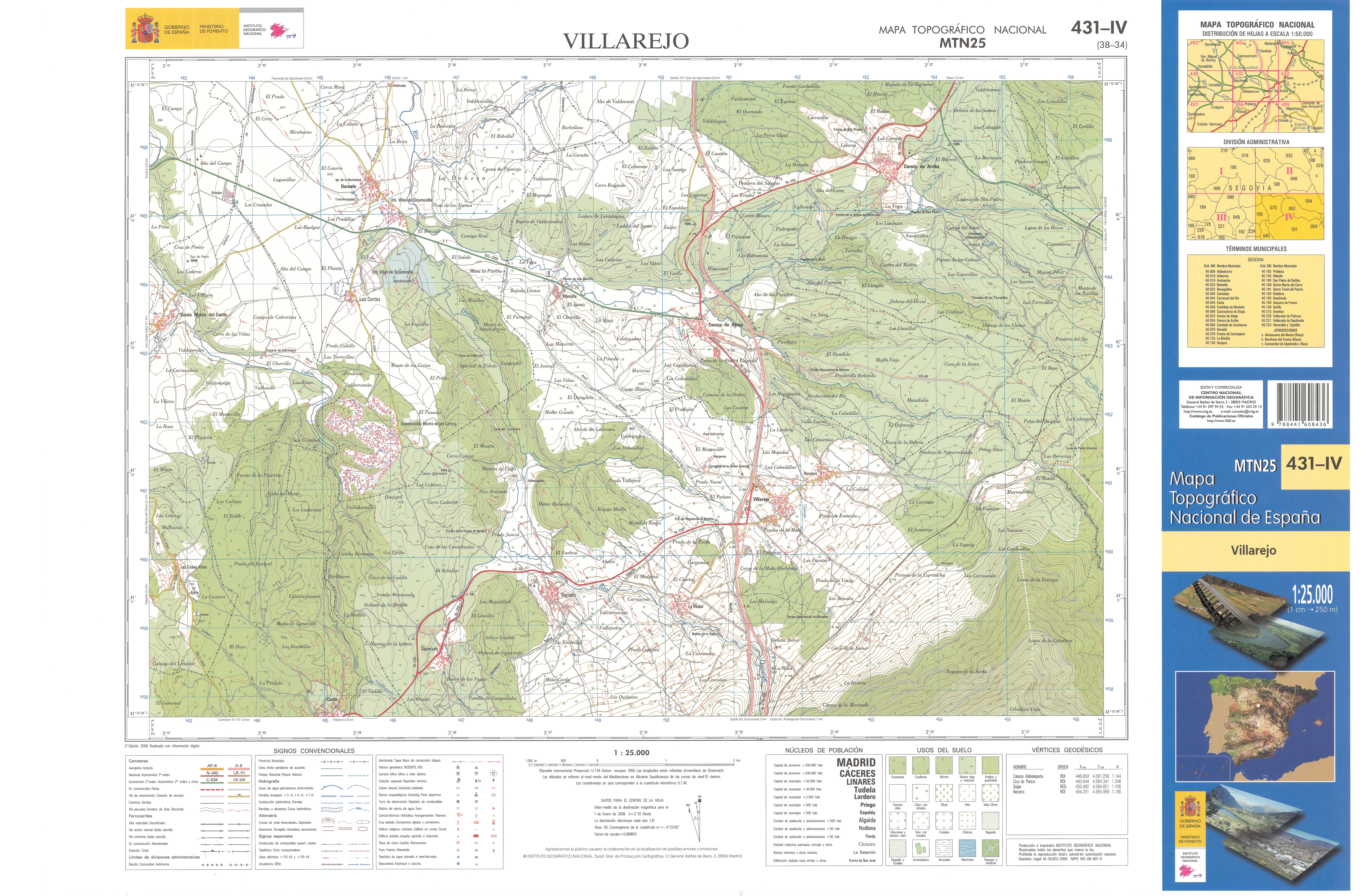
Fragmento de la hoja 431 del Mapa Topográfico Nacional de España de 2008 en el que se representa parte de Villarejo

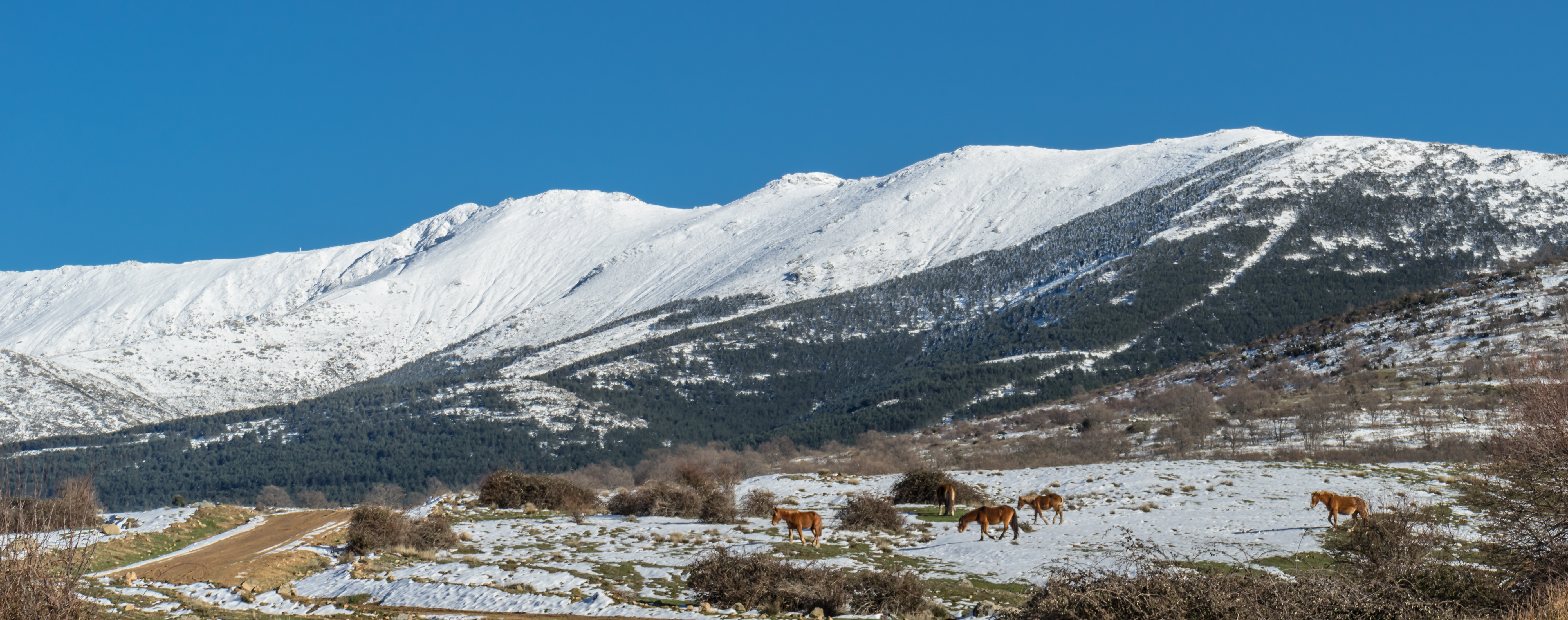
Vista de la sierra

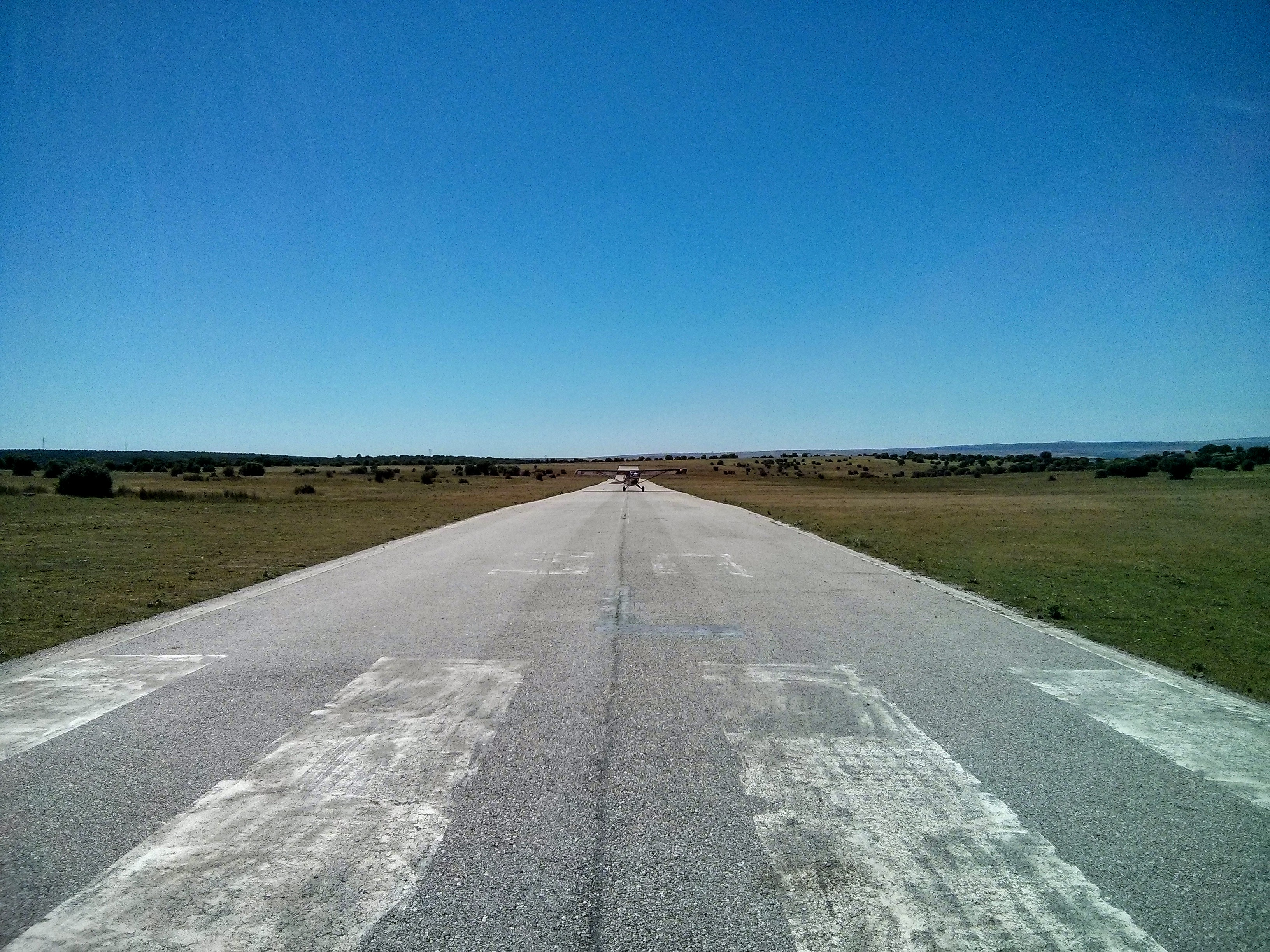
Aeródromo de Santo Tomé del Puerto

El pueblo se encuentra enclavado en medio de la sierra de Somosierra, entre la sierra de Ayllón y la de Guadarrama. Rodeado completamente por la naturaleza dentro del Parque natural Sierra Norte de Guadarrama. La localidad formada por un núcleo de casas al estilo castellano, siendo el de mayor del municipio.
En su término local nace el río Duratón y frente a Villarejo se encuentran la peña Cebollera y el pico del Lobo que con sus 2.129 y 2.273 metros de altitud respectivamente son de las cumbres más destacadas de la región.
El caserío es accesible a través de la salida 99 de la A-1 y desde la N-110 dirección Segovia. Es posible llegar desde Rosuero, a 0,4 km, a través de una calle y por la SG-V-1122 a la Estación de Santo Tomé del Puerto. Se puede llagar por una vía de servicio al Aeródromo de Santo Tomé del Puerto, es privado y cuenta con una pista de aterrizaje de asfalto y de dos pistas de aterrizaje de tierra.

## Demografía
| 140           | 149 | 168 | 161 | 167 | 162 | 167 | 142 | 144 | 137 | 135 | 130 | 125 |
| (Fuente: INE) |     |     |     |     |     |     |     |     |     |     |     |     |

## Patrimonio

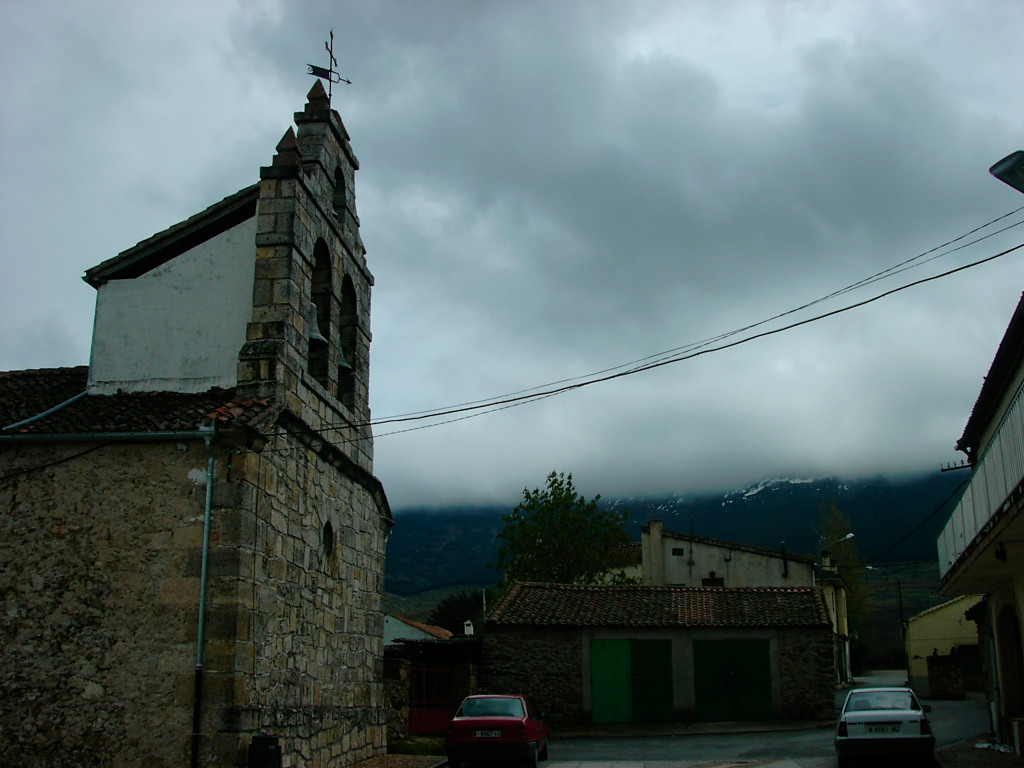
Vista de la Iglesia de Nuestra Señora de la Natividad en agosto de 2003

- Convento de la Orden, incoada su declaración como BIC. Se sitúa al otro lado de la autovía, junto al Aeródromo de Santo Tomé del Puerto. Se conserva la torre, que ha sido restaurada, y varias paredes de la iglesia. En 1933 la parroquia que se encontraba en este convento se traslada definitivamente a la ermita de Villarejo, hoy la Iglesia de Nuestra Señora de la Natividad. Hoy funciona ahora como sala de exposiciones temporales.
- Iglesia de Nuestra Señora de la Natividad, antiguamente estuvo dedicada a Santo Tomás Apóstol. Es un edificio barroco situado sobre la antigua ermita de San Roque. Sita en el centro de la localidad, destaca su espadaña y una piedra incrustada en un muro del templo dando fe de la dependencia del lugar tuvo con el Monasterio de San Lorenzo de El Escorial en 1543. Existe también una pila bautismal románica que perteneció al antiguo Convento de la Orden, del que en 1933 se utilizaron materiales para una ampliación y reforma.
- Estación de Santo Tomé del Puerto, pertenece a la línea Madrid-Burgos, su construcción se inició en 1920 y fue inaugurada el 4 de julio de 1968. El servicio está suspendido temporalmente desde marzo del 2011.
- Cañada Real Segoviana y Cañada Real Soriana Occidental, conocida en la provincia como Cañada de la Vera de la Sierra, que se cruzan en las cercanías al caserío.
- Varias rutas etnográficas y sendas naturales.
- Antigua fragua con su fuelle.[2][4][6][8][9]

## Fiestas
- San Antón, el sábado más próximo al 17 de enero.
- Carnaval, en febrero, con una matanza popular.
- Fiesta de las Flores, el último domingo de mayo
- San Cristóbal, el 10 de julio, es organizada por una de las asociaciones de vecinos.
- San Roque, el sábado más próximo al 16 de agosto.
- Semana Cultural, en agosto. Cuenta con un RAID social ecuestre, una Feria de Muestras, la Maratón del Lobo, una BTT y un Carrera de senderos entre Santo Tomé del Puerto, Cerezo de abajo, Cerezo de Arriba y Duruelo.
- Nuestra Señora de la Natividad, el 7, 8 y 9 de septiembre, cuenta con misa diaria, procesión con danzas de jotas a ritmo de la dulzaina y tamboril. También hay orquestas, juegos tradicionales e infantiles, concursos deportivos y pasacalles.[6][5]

Destacan además un grupo de música llamado Aires del Cebollera y la subasta de los palos de las andas y la subida al trono de la patrona, donde se usa el dinero recaudado para acometer los arreglos y necesidades de la iglesia.